# Масайский страус
Масайский страус (лат. Struthio camelus massaicus) — подвид страуса, является эндемиком Восточной Африки
. Это одна из самых крупных птиц в мире, уступающая только своему родственному подвиду Struthio camelus camelus.[4] Сегодня на него охотятся и выращивают яйца, мясо и перья.

## Таксономия

### Подвиды
Масайский страус является одним из четырех сохранившихся подвидов страуса, обитающих в настоящее время в Африке, включая номинативный страус (S. c. camelus), найденный в Северной Африке, южноафриканский страус (S. c. australis) и сомалийский страус (S. c. molybdyphanes). Он является одним из двух круглоносые форм страусиное, вместе с С. С. нар, в отличие от двух голубых шеей форм (С. С. Australis и С. С. molybdyphanes).[3]
Сравнительный рестрикционно-ферментативный анализ митохондриальной ДНК (мтДНК) показал, что страус Масаи, хотя и генетически различен, наиболее тесно связан с S. c. australis, несмотря на их географическое разделение, и наименее генетически связан с S. c. молибдофаны, несмотря на частичное совпадение местообитаний.[7] [8] объяснения этих противоречивых выводов заключаются в том, что, хотя Брахистегия или «миомбо» лесные массивы в настоящее время служат зоогеографическим барьером, разделяющим северные и южные популяции страусов, теоретически этот барьер не был столь плотным и эффективным на протяжении всего эволюционного времени и когда-то допускал короткие периоды внутривидового размножения между популяциями S. C. massaicus и S. c. australis.[7] и наоборот, генетическая дивергенция, наблюдаемая между S. c. massaicus и S. c. считается, что молибдофан, несмотря на отсутствие какого-либо зоогеографического барьера, обусловлен экологическими различиями в поведенческих и репродуктивных сигналах между этими популяциями. Эти различия были достаточно существенными, чтобы предотвратить внутривидовое размножение на протяжении всего времени.[7] [8] Эти же исследования показали, что S. C. massaicus значительно отличается генетически от подвида S. c. camelus.[7][8]
Хотя теперь вымерший подвид S. c. syriacus был определен также как красношеая форма страуса, основанная на исторических свидетельствах, аналогичный анализ мтДНК показал, что масайский страус не так близок к S. c. syriacus по сравнению с S. c. camelus.[9]

## Описание

### Анатомия
Взрослые самцы достигают 2,1-2,7 м в высоту и могут весить до 145 кг; самки обычно немного меньше по размеру.[5] у них большие глаза (50 мм в поперечнике), длинные ресницы и исключительное зрение.[10] их головы относительно малы по сравнению с туловищем и покрыты вырожденными перьями, которые придают верхней трети их вытянутой шеи почти голый вид.[11] кожа шеи и бедер самцов масайских страусов голая и розового цвета, который усиливается до почти красноватого оттенка во время брачного сезона.[4]
Их большие размеры препятствуют возможности полета, но это компенсируется их исключительно длинными и мускулистыми ногами, которые обеспечивают максимальную скорость бега до 60-70 км / ч.[12]

### Оперение
Перья масайского страуса лишены шипов, что придает им мягкий, пушистый вид.[4] подобно другим подвидам страусов, они обладают примерно 50-60 хвостовыми перьями, 16 первичными, 4 алулярными и 20-23 вторичными перьями. Крыло и хвостовые перья эволюционировали, чтобы служить декоративными перьями для демонстрации ухаживания, а не для полета.[11]
У самцов большая часть тела покрыта черными перьями. Белые перья появляются на кончиках крыльев, хвоста и образуют небольшое кольцо на шее, которое отделяет черные перья тела от голой кожи шеи. Белые хвостовые перья часто обесцвечиваются от грязи и кажутся красновато-коричневыми.[4]

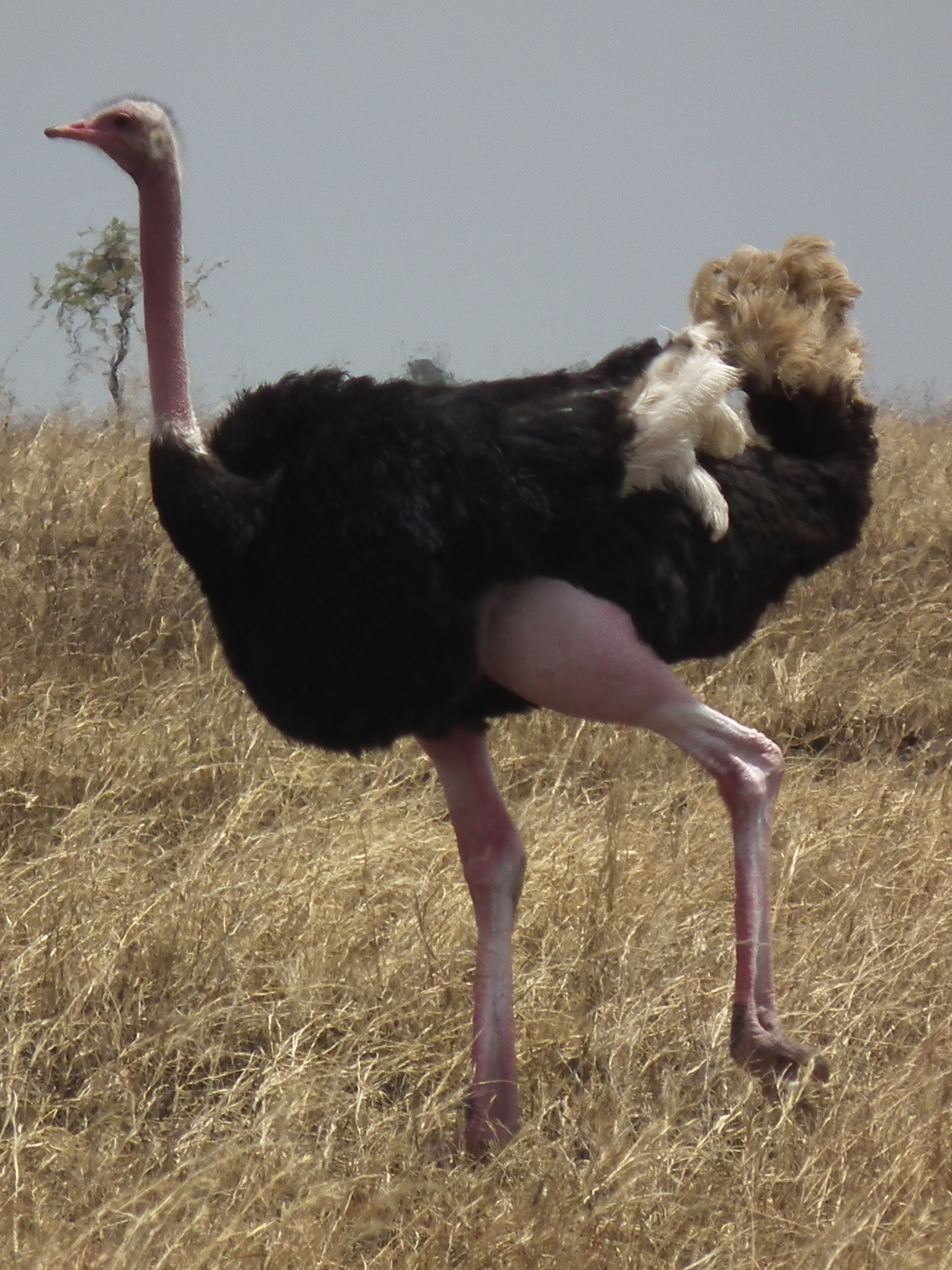

Самки, как правило, меньше самцов и также обладают голой кожей на шее и ногах, хотя их цвет кожи кажется более бежевым, чем розовым. У взрослых самок перья тела имеют равномерно распределенную, однотонную цветовую гамму коричневого цвета.[4]

## Статус
Struthio camelus занесен в Красную книгу МСОП как вид, вызывающий «наименьшую озабоченность», популяция диких страусов, как известно, находится в упадке.